# 王大楨
王 大楨（おう だいてい/おう たいてい）は、中華民国の外交官・政治家・歴史学者。字は芃生。。号は曰叟。日本留学経験を持つ外交専門家として、特に国民政府期の活動が顕著な人物である。

## 事績

### 辛亥革命から北伐直前まで
高等小学磁業学堂を経て、陸軍小学に入学する。1909年（宣統元年）秋、中国同盟会に加入した。1911年（宣統3年）9月、武漢陸軍学校に進学する。翌月、武昌起義（辛亥革命）が勃発すると、黄興配下の革命派として戦う。1912年（民国元年）2月、南京に赴き、軍需学校に入学する。その後、いったん湖南に戻り、湘軍（湖南軍）の程潜配下となった。
1916年（民国5年）、王大楨は日本に留学し、陸軍経理学校高等科で学んでいる。1918年（民国7年）、シベリア出兵に際して、王もこれに随従してシベリアと外モンゴルの現地調査を行った。翌年、東京帝国大学経済学部に入学、学習している。1921年（民国10年）、アメリカに赴き、ワシントン会議中国代表団咨議をつとめる。翌年帰国し、山東問題交渉（「魯案」）の担当者の1人となった。1924年（民国13年）初めに山東省統計講習所所長に任ぜられ、翌年、再び日本へ視察に赴いている。

### 国民政府での活動
1926年（民国15年）に帰国し、国民革命軍の北伐に参加する。湖南の唐生智率いる国民革命軍第8軍に編入され、第8軍第2師参謀、第35軍参謀長、安徽省軍事庁長を歴任した。寧漢分裂後、蔣介石の下に転じ、国民革命軍総司令部参議に任ぜられている。1928年（民国17年）5月3日に済南事件が勃発すると、駐日特派員に任ぜられ、日本へ赴き交渉に当たった。帰国後は外交部条約委員会顧問に任ぜられている。
1931年（民国20年）、満州事変（九・一八事変）が勃発すると、東北外交研究委員会宣伝主任に任ぜられ、さらに国際連盟調査団中国代表処専門委員も兼任してジュネーヴに派遣された。1935年（民国24年）、駐トルコ公使館参事に任ぜられ、翌年、駐日大使館参事に転じている。1937年（民国26年）5月、軍事委員会国際問題研究所を主宰した。
同年8月、第2次上海事変が勃発すると、王大楨はビルマ（ミャンマー）、ベトナムへ赴き、滇緬公路開設の下準備に奔走した。1945年（民国34年）、中国国民党第6期中央執行委員候補に選出されている。1946年（民国35年）5月17日、病没。享年54（満53歳）。なお王大楨は歴史学者としても、日本古代史や匈奴史に関する著作を残している。

## 著作
- 『中日關係史之科學研究』
- 『臺灣交涉真象秘錄』
- 『歌曲源流考』
- 『孤軍舌戰三島紀要』
- 『隋唐宋明古樂流入日朝迭存錄』
- 『外蒙見聞記』
- 『日本古史辨證』
- 『日本古史之偽造與山海經』
- 『匈奴史上及突厥史上譯語之語源』
- 『匈奴史之新研究』

## 注
1. ↑  東亜問題調査会編（1941）、18頁によると、満州国に同姓同名の別人が現れたために、その頃から名を捨て、字を公に使用するようになったという。なお徐主編（2007）、87頁は、「王芃生」の項目を使用している
2. 1 2 3 4 5  徐主編（2007）、87頁。
3. 1 2 3 4  劉国銘主編（2005）、119頁。
4. 1 2 3 4 5  東亜問題調査会編（1941）、18頁。
5. ↑  劉国銘主編（2005）、119-120頁。ただし同書と徐主編（2007）、87頁は、この時に王大楨が交通部常務次長に任ぜられたと記載しているが、劉寿林ほか編（1995）、586頁にはこの人事につき記載が見当たらない。1937年8月20日に交通部常務次長に任命された人物は盧作孚となっている。一方、東亜問題調査会編（1941）、18頁は、何鍵が内政部長に任ぜられた際に（1937年11月20日）王が内政部次長に任ぜられたとしているが、劉寿林ほか編（1995）、513頁にはこの人事についても記載が見当たらない。次長には政務次長と常務次長の2種類があるが、内政部政務次長は何の就任後に程天固という人物が暫時つとめ、同年12月に凌璋という人物が就任している（1939年6月、何の部長退任と同時に退任）。一方、同部常務次長は張道藩が当時つとめており、翌1938年1月に張が退任した後は、何が部長を退任する時期まで黄季陸が後任となっている。
6. ↑  劉国銘主編（2005）、119-120頁。